# Manuel Naß
Manuel Naß (1 september 1988) is een Duits voetballer die doorgaans als verdediger of verdedigende middenvelder speelde. Hij speelde tot 2014 bij het reserveteam van het Nederlandse Achilles '29 en kwam in 2013 twee keer uit voor de eerste selectie, dat uitkomt in de Eerste Divisie.

## Carrière
Naß speelde van begin 2011, toen hij overkwam van VfR Warbeyen, tot 2013 voor het Materbornse SV Siegfried Materborn in de Bezirksliga. In drie seizoenen wist hij 10 maal het doel te treffen. Zijn laatste seizoen was met 5 treffers zijn meest productieve.
Na een korte stage bij het Nederlandse Achilles '29 kreeg hij in 2013 een plek in het reserve-elftal van de Groesbekers. Door een ware blessuregolf bij de eerste selectie van de eerstedivisionist (acht basisspelers ontbraken) mocht Naß op 26 oktober 2013 tegen Fortuna Sittard plaatsnemen op de reservebank en uiteindelijk ook invallen voor Laurens Rijnbeek, waardoor hij zo zijn profdebuut maakte. Een halve week later mocht Naß ook aantreden in de bekerblamage tegen AZ (7-0). In januari 2014 verliet hij Achilles '29 omdat hij het niet meer kon combineren met zijn werk. Hij ging verder bij SC Germania Reusrath.
In september 2013 studeerde hij af als sociaal-psychiatrisch verpleegkundige aan de LVR-Klinik Bedburg-Hau.